# Дзял (Новотаргский повет)
Дзял (пол.  Dział ) — село в Польше в гмине Чарны-Дунаец Новотаргского повета Малопольского воеводства.

## География
Село находится в 9 км от административного центра гмины села Чарны-Дунаец, 9 км от административного центра повета города Новы-Тарг и в 63 км от центра воеводства города Краков.

## История
С 1978 по 1995 года село входило в Новосонченское воеводство.